# Vitorino Hilton
Vitorino Hilton da Silva (Brasília, 13 de setembro de 1977) é um ex-futebolista brasileiro que atuava como zagueiro. Seu último clube foi o modesto Sète, da França.
Iniciou sua carreira na Chapecoense em 1996, até que, três anos mais tarde, foi para o Paraná Clube, clube no qual foi destaque pela conquista do módulo amarelo da Copa João Havelange de 2000, equivalente a segunda divisão naquele ano.
Em 2002, transferiu-se para a Europa para defender o Servette, da Suíça, por duas temporadas. Em 2004, após jogar no francês Bastia por empréstimo durante seis meses, jogou quatro anos no Lens, onde fez parte da "Equipe do Ano" pelo Troféu UNFP por três anos consecutivos: 2006, 2007 e 2008. Posteriormente o zagueiro atuou no Olympique de Marseille por três temporadas, sendo campeão francês da Ligue 1 de 2009–10.
Contratado pelo Montpellier em agosto de 2011, Hilton tornou-se um dos maiores ídolos da história do clube francês, sendo peça fundamental no título da Ligue 1 de 2011–12.

## Carreira

### Chapecoense e Paraná
Nascido em Brasília, Hilton iniciou sua carreira em 1996 pela Chapecoense, no qual jogou durante três anos até ser transferido para o Paraná Clube, sendo destaque no título do módulo amarelo da Copa João Havelange (equivalente a segunda divisão) em 2000.

### Servette
Após uma temporada no clube paranaense, transferiu-se para a Europa para defender o Servette, da Suíça, equipe no qual conseguiu ser titular rapidamente. Seu primeiro gol em competições europeias veio na terceira rodada da Copa da UEFA de 2001–02, o segundo na vitória por 3–0 sobre o Hertha Berlin. Por outro lado, Hilton também marcou um gol contra, na quarta rodada; o primeiro da derrota de 3–0 para o Valencia. Seu primeiro gol no Liga Suíça ocorreu em 28 de setembro de 2003, na vitória por 3–1 diante do Zurique.

### Bastia
Na janela de transferências para janeiro de 2004, foi emprestado para o Bastia, da França, durante seis meses, concluindo o fim daquela temporada. Seu primeiro jogo na Ligue 1 (Campeonato Francês) foi em 7 de fevereiro de 2004, na vitória por 1–0 sobre o Toulouse. No dia 1 de maio daquele ano, recebeu cartão vermelho direto na goleada sofrida por 4–0 diante do Rennes.[carece de fontes?]

### Lens
Após jogar no Bastia por empréstimo, Hilton transferiu-se para o Lens, da França, com cinco anos de contrato. Iniciou a nova temporada com um empate sem gols contra o Toulouse e, em 21 de agosto de 2004, marcaria seu primeiro gol na liga francesa, na vitória por 2–0 sobre o Istres. Após 32 dias, em 22 de setembro, balançou as redes pela segunda vez no empate por 2–2 contra o Paris Saint-Germain. No entanto, seu bom início no Lens acabou sendo interrompido por conta de um lesão que atingiu os ligamentos do joelho durante os treinos, se ausentando dos gramados por três meses. No decorrer da temporada 2004–05, Hilton marcou duas vezes em 27 jogos, enquanto o clube havia sido campeão da Taça Intertoto da UEFA.
Já na temporada 2005–06, marcou outra vez na vitória por 2–0 sobre o Olympique de Marseille, após cinco meses, no dia 4 de janeiro de 2006. Na primeira rodada da fase de grupos da Copa da UEFA, marcou no empate por 1–1 contra o polonês Grodzisk.
Na temporada 2006–07, Hilton quase sempre participava de 37 jogos na liga francesa, enquanto esteve presente em dez jogos de competições europeias. Marcou duas vezes na temporada: contra o Bordeaux em 2 de dezembro de 2006 e Souchaux Montbéliard em 12 de fevereiro de 2007. Enquanto esteve atrás do líder Lyon, Hilton teve que se recuperar de lesões; o jogador só esteve em campo 23 vezes, principalmente devido a uma lesão no quadril, no qual ausentou-se por dois meses. Apesar da consequência, balançou as redes duas vezes na temporada: contra o Valenciennes, no dia 23 de janeiro de 2008, além do arquirrival Lille (Derby du Nord), vencendo por 2–1 no dia 11 de março daquele ano. Além disso, Hilton recebeu a braçadeira de capitão na ausência de Yohan Démont.
A temporada 2007–08 foi nada agradável para o clube, uma vez que foi derrotado para o Paris Saint-Germain por 2–1 na final da Copa da Liga Francesa, jogo no qual foi capitão do time. Além disso, foi rebaixado para a segunda divisão do futebol francês após terminar na décima oitava colocação. Enquanto defendeu o Lens, Hilton foi considerado peça-chave na equipe, sendo eleito duas vezes na "Equipe do Ano" pelo Troféu UNFP: nas temporadas 2006, 2007 e no primeiro semestre de 2008.

### Olympique de Marseille
Após o rebaixamento do Lens, Hilton transferiu-se para o Marseille por cinco milhões de euros, assinando um contrato por quatro anos. Logo na estreia, empatou por 4–4 contra o Rennes. Seu primeiro gol ocorreu em 12 de abril de 2009, na vitória por 4–1 diante do Grenoble. O jogador esteve sempre presente no time principal; em competições europeias foram 36 jogos. Seu desempenho regular no Marseille resultou para a lista da "Equipe do Ano" pelo quarto ano consecutivo, que encerrou na temporada seguinte. No entanto, para a temporada 2009–10, no comando do técnico Didier Deschamps, perdeu a titularidade e sempre ficava no banco de reservas. Apesar disso, balançou as redes duas vezes neste período: na fase de grupos da Liga dos Campeões da UEFA de 2009–10 contra o Zurique, na goleada por 6–1 em 3 de novembro de 2009; além da derrota por 3–2 sobre o Lille na liga francesa, deixando seu gol em 8 de maio de 2010. No final desta temporada, Marseille conquistou o título da Ligue 1 pela primeira vez após dezoito anos. Por outro lado, o futebol de Hilton pirou para 2010–11, isto é, esteve em campo apenas oito vezes. Após ser agredido por ladrões em sua casa, Hilton quis deixar o clube, confirmando sua saída em 1.º de agosto de 2011, cumprindo um ano de trabalho com o clube.

### Montpellier
Após deixar o Marseille, assinou contrato de um ano com o Montpellier, apesar do interesse do arquirrival Évian. Antes de sua estreia, Hilton cogitou sua volta ao futebol brasileiro. Apesar disso, debutou em 14 de agosto de 2011 vencendo o atual campeão Lille por 1–0. Depois de estar em campo em sete jogos, marcou seu primeiro gol no clube, no empate por 2–2 contra o Bordeaux. No Montpellier, Hilton ajudou o clube a conquistar seu primeiro título no campeonato nacional após vitória por 2–1 diante do já rebaixado Auxerre. No término da temporada 2011–12, foi indicado para a "Equipe do Ano" de 2012 pelo Troféu UNFP. Durante a temporada, o contrato de Hilton foi prorrogado após o clube decidir pela permanência do mesmo por mais um ano.
Na temporada 2012–13, Hilton esteve como titular da equipe, embora tenha ficado alguns jogos ausente. O jogador voltou a disputar uma partida oficial de uma competição europeia após mais de dois anos, na derrota por 2–1 contra o Arsenal pela fase de grupos da Liga dos Campeões da UEFA. Posteriormente, o clube seria eliminado da competição continental após ficar em quarto lugar no grupo. Após a saída de Mapou Yanga-Mbiwa para o Newcastle, foi apontado como novo capitão do clube. No dia 1 de março de 2013, marcou seu primeiro gol na temporada, na vitória por 2–0 sobre o Rennes. No entanto, foi insuficiente para defender o título nacional conquistado pelo Paris Saint-Germain, clube no qual foi segundo colocado na temporada anterior. O time ficou em nono lugar, não classificando para as competições europeias; mesmo assim, assinou um contrato com o clube até 2014.

### Aposentadoria
No dia 1 de julho de 2021, aos 43 anos, anunciou oficialmente a sua aposentadoria.

## Vida pessoal
Em agosto de 2011, a revista esportiva Sports Illustrated publicou uma matéria afirmando que Hilton estava entre os oito jogadores que foram vítimas de assalto em sua casa nos últimos dezoito meses. Hilton disse a Radio Monte Carlo que o assalto deixou sua família tão traumatizada que eles queriam retornar ao Brasil. O jogador também foi agredido quando seis homens entraram dentro de sua casa pouco antes de meia-noite, apontando uma espingarda em sua cabeça enquanto roubavam seus pertences, incluindo um automóvel da marca Renault, que foi encontrado queimado há uma hora de distância.
Na entrevista para o Goal.com, Hilton alegou que o assalto lhe convenceu a deixar a cidade de Marselha após o ambiente ter deixado sua família e ele "psicologicamente assustados"; definindo isso como um "momento difícil para ele". Em outubro de 2011, a polícia de Marselha prendeu sete pessoas por suspeita de envolvimento em assalto à mão armada. Desses sete, cinco foram acusados de roubo e agressão contra Hilton. Foi revelado que os cinco suspeitos envolvidos no assalto a outros jogadores também foram processados. Posteriormente, superou este trama e seguiu em frente, com sua família estando bem.

## Títulos
Paraná
- Copa João Havelange - Módulo Amarelo: 2000

Olympique de Marseille
- Copa da Liga Francesa: 2009–10 e 2010–11
- Ligue 1: 2009–10
- Supercopa da França: 2010

Montpellier
- Ligue 1: 2011–12

### Prêmios individuais
Lens
- Troféu UNFP: 2006–07 e 2007–08 (Equipe do Ano)

Olympique de Marseille
- Troféu UNFP: 2008–09 (Equipe do Ano)

Montpellier
- Troféu UNFP: 2011–12 (Equipe do Ano)